# Sowjetischer Fußballpokal 1984
Der Sowjetische Fußballpokal 1984 war die 43. Austragung des sowjetischen Pokalwettbewerbs der Männer. Pokalsieger wurde Dynamo Moskau. Das Team setzte sich im Finale gegen Zenit Leningrad durch. Dynamo qualifizierte sich durch den Sieg für den Europapokal der Pokalsieger.

## Modus
An der 1. Runde nahmen 21 Zweitligisten 1, die 6 Play-off-Verlierer der drittklassigen Wtoraja Liga, die beiden Erstligaaufsteiger 1984 und die 3 Zweitligaabsteiger der Saison 1983 teil. Die anderen 16 Erstligisten kamen in der 2. Runde dazu.
Alle Begegnungen wurden in einem Spiel entschieden. Stand es in den K.-o.-Spielen nach regulärer Spielzeit unentschieden, wurde das Spiel um zweimal 15 Minuten verlängert. Stand danach kein Sieger fest, wurden der Sieger per Elfmeterschießen ermittelt.
Es war die letzte Saison, die wie die Meisterschaft im Kalenderjahr ausgetragen wurde. Im Sommer 1984 begann bereits die nächste Pokalsaison, die im Juni 1985 endete.

## Teilnehmende Teams
| Wysschaja Liga (18) | Wysschaja Liga (18) | Perwaja Liga (21) | Perwaja Liga (21) | Wtoraja Liga (9) |
| --- | --- | --- | --- | --- |
| - Dynamo Moskau - Spartak Moskau - Torpedo Moskau - ZSKA Moskau - Ararat Jerewan - Dynamo Kiew - Dinamo Minsk - Dinamo Tiflis - Dnjepr Dnjepropetrowsk | - Kairat Alma-Ata - Metallist Charkow - Neftçi Baku - Pachtakor Taschkent - SKA Rostow - Schachtjor Donezk - Tschernomorez Odessa - FK Žalgiris Vilnius - Zenit Leningrad | - Daugava Riga - Dinamo Batumi - Fakel Woronesch - Guria Lantschchuti - Irtysch Omsk - Iskra Smolensk - SKA Karpaty Lwow - Kolos Nikopol - Kuban Krasnodar - Kusbass Kemerowo - Lokomotive Moskau | - Metallurg Saporoschje - Nistru Kischinjow - Pamir Duschanbe - Rotor Wolgograd - Sarja Woroschilowgrad - Schinnik Jaroslawl 1 - SKA Chabarowsk - Spartak Ordschonikidse - Swesda Jizzax - Tawrija Simferopol - Torpedo Kutaissi | - Dynamo Kirow - Dnjepr Mogiljow - Krylja Sowetow Kuibyschew - Metallurg Lipezk - Neftjanik Fergana - Schachtjor Karaganda - SKA Kiew - Snamja Truda Orechowo-Sujewo - Tekstilschtschik Iwanowo |

## 1. Runde
| Datum      |                       | Ergebnis              |                              |
| ---------- | --------------------- | --------------------- | ---------------------------- |
| 18.02.1984 | Guria Lantschchuti    | 1:2                   | Daugava Riga                 |
| 18.02.1984 | Kairat Alma-Ata       | 1:1 n. V. (4:5 i. E.) | SKA Kiew                     |
| 18.02.1984 | Kolos Nikopol         | 0:1                   | Snamja Truda Orechowo-Sujewo |
| 18.02.1984 | Kuban Krasnodar       | 1:0 n. V.             | Irtysch Omsk                 |
| 18.02.1984 | Kusbass Kemerowo      | 3:1                   | Swesda Jizzax                |
| 18.02.1984 | Lokomotive Moskau     | 0:2                   | Iskra Smolensk               |
| 18.02.1984 | Metallurg Saporoschje | 2:0                   | Krylja Sowetow Kuibyschew    |
| 18.02.1984 | Nistru Kischinjow     | 2:0                   | Neftjanik Fergana            |
| 18.02.1984 | Pamir Duschanbe       | 1:1 n. V. (4:2 i. E.) | Dynamo Kirow                 |
| 18.02.1984 | Rotor Wolgograd       | 1:2                   | Dnjepr Mogiljow              |
| 18.02.1984 | SKA Rostow            | 1:0                   | Schachtjor Karaganda         |
| 18.02.1984 | SKA Chabarowsk        | 2:1 n. V.             | Sarja Woroschilowgrad        |
| 18.02.1984 | SKA Karpaty Lwow      | 1:0                   | Spartak Ordschonikidse       |
| 18.02.1984 | Tawrija Simferopol    | 3:1                   | Dinamo Batumi                |
| 18.02.1984 | Torpedo Kutaissi      | 3:1                   | Metallurg Lipezk             |
| 18.02.1984 | Fakel Woronesch       | 2:1                   | Tekstilschtschik Iwanowo     |

## 2. Runde
| Datum      |                              | Ergebnis  |                       |
| ---------- | ---------------------------- | --------- | --------------------- |
| 21.02.1984 | Dynamo Moskau                | 1:0       | Nistru Kischinjow     |
| 22.02.1984 | Daugava Riga                 | 0:3       | Zenit Leningrad       |
| 22.02.1984 | Dynamo Kiew                  | 3:1 n. V. | SKA Karpaty Lwow      |
| 22.02.1984 | Dinamo Minsk                 | 2:1       | SKA Chabarowsk        |
| 22.02.1984 | Dnjepr Dnjepropetrowsk       | 3:2       | Kusbass Kemerowo      |
| 22.02.1984 | FK Žalgiris Vilnius          | 2:0 n. V. | Pamir Duschanbe       |
| 22.02.1984 | Snamja Truda Orechowo-Sujewo | 0:1       | Ararat Jerewan        |
| 22.02.1984 | Iskra Smolensk               | 0:1       | Spartak Moskau        |
| 22.02.1984 | Metallist Charkow            | 2:0       | Metallurg Saporoschje |
| 22.02.1984 | Neftçi Baku                  | 2:4       | SKA Rostow            |
| 22.02.1984 | Pachtakor Taschkent          | 0:1       | Fakel Woronesch       |
| 22.02.1984 | SKA Kiew                     | 0:2       | Dinamo Tiflis         |
| 22.02.1984 | Torpedo Moskau               | 3:0       | Tawrija Simferopol    |
| 22.02.1984 | ZSKA Moskau                  | 1:0       | Dnjepr Mogiljow       |
| 22.02.1984 | Tschernomorez Odessa         | 3:0       | Kuban Krasnodar       |
| 22.02.1984 | Schachtjor Donezk            | 2:0       | Torpedo Kutaissi      |

## Achtelfinale
| Datum      |                        | Ergebnis              |                   |
| ---------- | ---------------------- | --------------------- | ----------------- |
| 26.02.1984 | Dnjepr Dnjepropetrowsk | 1:2                   | Dynamo Moskau     |
| 26.02.1984 | FK Žalgiris Vilnius    | 0:1                   | Fakel Woronesch   |
| 26.02.1984 | Metallist Charkow      | 1:2                   | Torpedo Moskau    |
| 26.02.1984 | Spartak Moskau         | 1:0                   | SKA Rostow        |
| 26.02.1984 | ZSKA Moskau            | 4:2 n. V.             | Dynamo Kiew       |
| 26.02.1984 | Tschernomorez Odessa   | 1:0                   | Schachtjor Donezk |
| 27.02.1984 | Zenit Leningrad        | 3:3 n. V. (4:3 i. E.) | Ararat Jerewan    |
| 28.02.1984 | Dinamo Tiflis          | 0:1                   | Dinamo Minsk      |

## Viertelfinale
| Datum      |                 | Ergebnis              |                      |
| ---------- | --------------- | --------------------- | -------------------- |
| 02.03.1984 | Dinamo Minsk    | 1:0                   | ZSKA Moskau          |
| 02.03.1984 | Dynamo Moskau   | 3:1 n. V.             | Tschernomorez Odessa |
| 03.03.1984 | Torpedo Moskau  | 0:0 n. V. (6:7 i. E.) | Zenit Leningrad      |
| 28.04.1984 | Fakel Woronesch | 2:0                   | Spartak Moskau       |

## Halbfinale
| Datum      |                 | Ergebnis  |                 |
| ---------- | --------------- | --------- | --------------- |
| 06.06.1984 | Zenit Leningrad | 1:0 n. V. | Fakel Woronesch |
| 07.06.1984 | Dinamo Minsk    | 0:4       | Dynamo Moskau   |

## Finale
| Paarung         | Dynamo Moskau – Zenit Leningrad |
| Ergebnis        | 2:0 n. V. |
| Datum           | 24. Juni 1984 |
| Stadion         | Olympiastadion Luschniki, Moskau |
| Zuschauer       | 43.500 |
| Schiedsrichter  | Romualdas Juška |
| Tore            | 1:0 Waleri Gassajew (97.) 2:0 Alexander Borodjuk (116.) |
| Dynamo Moskau   | Alexei Prudnikow – Igor Bulanow, Alexander Nowikow , Wladimir Fomitschjow, Alexander Golownja – Juri Mentjukow, Renat Ataullin, Alexander Molodzow (46. Alexander Chapsalis), Alexander Borodjuk – Wassili Karatajew (107. Jewgeni Mileschkin), Waleri Gassajew (117. Waleri Matjunin) Cheftrainer: Alexander Sewidow |
| Zenit Leningrad | Michail Birjukow – Anatoli Davydow, Alexei Stepanow, Sergei Kusnezow, Sergei Wedenejew – Gennadi Timofejew, Wladimir Dolgopolow (46. Alexander Sacharikow), Juri Scheludkow, Boris Tschuchlow – Waleri Broschin, Wladimir Klementjew (91. Sergei Dmitrijew, 109. Igor Komarow) Cheftrainer: Pawel Sadyrin             |
| Gelbe Karten    | Alexander Nowikow (87.), Alexander Golownja (100.) – Gennadi Timofejew (27.), Waleri Broschin (110.) |